# Чичимецька війна

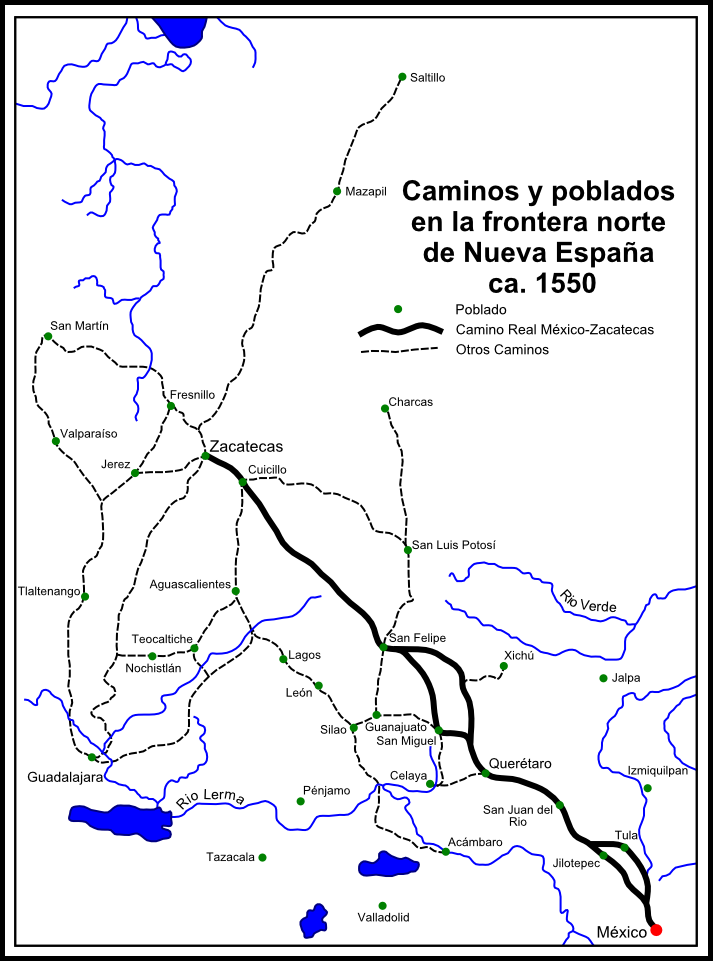
Карта доріг і міст на півночі Нової Іспанії у XVI століття

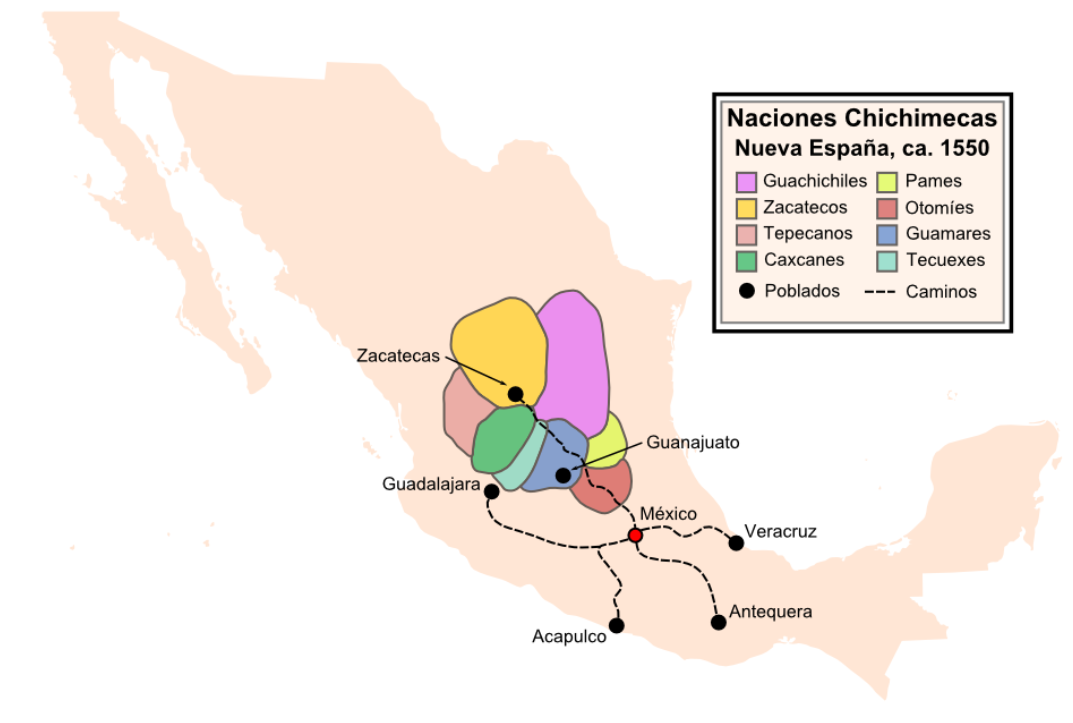
Народи чичимеки наприкінці XVI століття

Чичимецька війна (1547—1590) — військовий конфлікт між Іспанською імперією та групою індіанських народів Мексики чичимеками. Війна почалася через вісім років після дворічного повстання в Мікстоні. Чичимецьку війну можна вважати продовженням цього повстання, оскільки в ці роки бої не припинялися. На відміну від повстання в Мікстоні, деякі індіанські племена, зокрема какскани, були на боці іспанців. Війна велася у регіоні Бахіо (сучасні штати Мексики Сакатекас, Гуанахуато (штат), Агуаскальєнтес, Халіско, Керетаро і Сан-Луїс-Потосі).

## Передумови
У 1546 році поблизу Серро-де-ла-Буфа в Сакатекасі іспанець Хуан де Толоса відкрив значні поклади срібла. 8 вересня того ж року було засноване місто Сакатекас. Після відкриття цих родовищ срібла тисячі людей переселилися в околиці Серро-де-ла-Буфо з надією збагатитися. Вони оселилися поблизу шахт Сан-Мартін, Чалчіхуїтес, Авіно, Сомбререте, Френілло, Мазапіл та Н'євес. Місцеві жителі, тобто індіанці-чичимеки, обурилися приходом на їхні землі чужинців-іспанців. До того ж, іспанці прагнули підкорити собі індіанців для того, щоб вони добували срібло у шахтах. Іспанські солдати почали здійснювати набіги на поселення чичимеків. Після падіння Теночтітлана іспанці вірили, що чичимеків буде легко розгромити та підкорити, оскільки вони вели кочовий спосіб життя.

## Хід війни
Війна з чичимеками виявилася набагато складнішою та довшою, ніж очікували іспанці. Перший спалах військових дій відбувся наприкінці 1550 року, коли представники народу сакатека напали на маршрут поставок срібла в області племені пурепеча. За кілька днів до цього вони атакували іспанські колонії за 16 км на південь від Сакатекаса. У 1551 році племена гуачичіли та гуамарес приєдналися до війни, вбивши 14 іспанських солдат поблизу форпосту Сан-Міґель-де-Альєнде. У 1553—1554 роках були здійснені одні з найбільших нападів на іспанців. Зокрема, під час одного з них індіанці напали на кілька іспанських вагонів та вбили на них всіх іспанців. Під час цього ж нападу було викрадено, а згодом знищено від 32000 до 40000 песо. До кінця 1561 року чичимеки вбили понад 4000 іспанців та їх союзників. У 1570-х роках повстання поширилося, коли плем'я памес почало здійснювати напади у Керетаро.
Іспанський уряд вперше вдався до врегулювання конфлікту мирним шляхом, проте коли іспанці зрозуміли, що так впоратись неможливо, у 1567 році вони почали провадити «Війну вогнем і кров'ю», обіцяючи смерть і поневолення чичимеків. Одним із пріоритетів ведення війни для Нової Іспанії було тримання доріг і шляхів сполучення відкритими, адже це сприяє пересуванню військ.
У 1575—1585 роках чичимеки почали атакувати іспанські поселення зі ще більшою силою. Іспанці не досягали успіху навіть випробовуючи нові способи обману. Королівські дороги та форти були зруйновані. Збільшення кількості солдат не сприяло військовим успіхам, оскільки ті здійснювали рейди на чичимецькі поселення, ще більше посилюючи ворожнечу. Перебування деяких індіанських племен на боці іспанців, зокрема каксканів, також не сприяло їхньому успіху. Проте корінні народи — союзники Іспанії отримали додаткові права: на володіння колонізованою землею, на їзду верхи на іспанських конях та на носіння іспанських мечів.

## «Придбання миру»
Бачачи невдачу у боротьбі з чичимеками, віцекороль Нової Іспанії Луїс де Веласко-і-Кастилія вирішив запропонувати чичимекам мир. Він вирішив надати підтримку у харчуванні та матеріальному забезпеченні індіанцям в обмін на капітуляцію. Крім того, чичимеки мали дозволити місіонерам у своїх громадах проповідувати католицьке християнство. Посередниками між Новою Іспанією та корінними народами стали так звані «індіанці миру», тобто євангелізовані індіанці, які прийняли християнство, серед яких були тлашкала (альтепетль) та пурепеча. Укладення цього мирного договору пізніше закріпилося з назвою «придбання миру».

## Наслідки
Внаслідок «придбання миру» більша частина чичимеків перейшла на осілий спосіб життя. Також велика частина корінних народів навернулася у католицтво. Наслідки Чичимецької війни спричинили асиміляцію чичимеків серед мексиканського суспільства. Проте у сучасній Мексиці ще є 10 тисяч носіїв памських мов, які є номінальними католиками та сповідують власні вірування.
Незважаючи на «придбання миру», деякі групи корінних народів переселилися в гори, де продовжили періодичні набіги на іспанські поселення.